# Josie Talbot
Pour les articles homonymes, voir Talbot (homonymie).

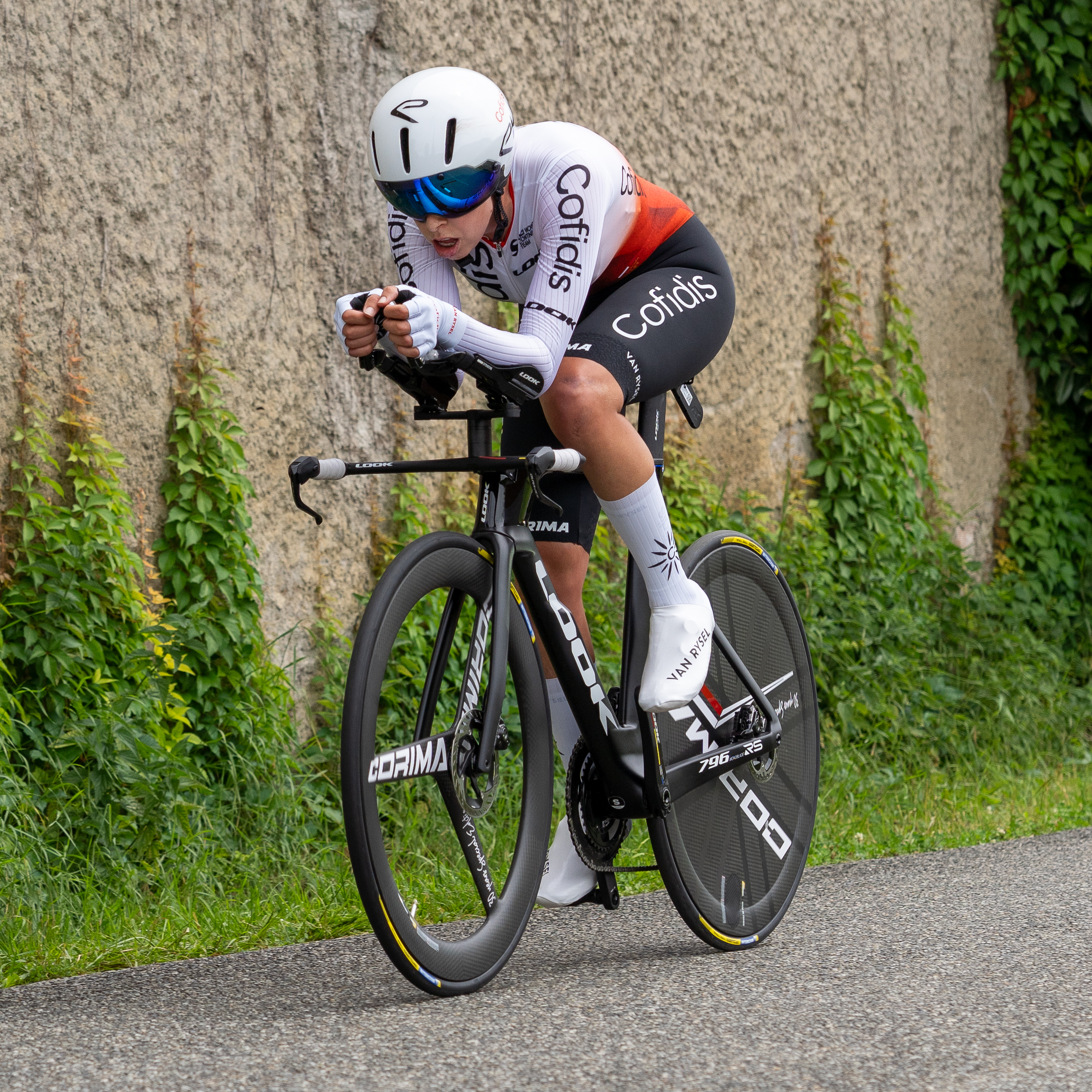
Josie Talbot lors du Tour de France 2023.

Josie Talbot, née le 9 août 1996 à Sydney, est une coureuse cycliste australienne. Elle court sur route et sur piste.

## Biographie
Josie Talbot a commencé sa carrière sportive par le triathlon, mais s'est ensuite tournée vers le cyclisme. Sa première grande victoire remonte à 2011, lors du Championnat de Nouvelle-Galles du Sud sur route dans la catégorie des moins de 15 ans.
En 2012, elle devient sur piste championne d'Océanie d'omnium juniors (moins de 19 ans). L'année suivante elle remporte le titre de championne d'Océanie sur route juniors. Au cours des années suivantes, elle connait surtout du succès sur piste. En 2013 et 2014, elle remporte trois médailles de bronze aux championnats du monde juniors, ainsi que le titre en poursuite par équipes en 2014. Elle remporte d'autres médailles aux championnats d'Océanie sur piste. Les mondiaux sur route 2022 ont lieu dans sa ville natale de Wollongong, mais elle abandonne la course sur route. La même année, elle devient championne d'Océanie sur route.
En 2023, Josie Talbot signe un contrat avec l'équipe Cofidis. Lors de la reVolta en 2023, elle monte sur le podium pour la première fois avec son équipe, terminant troisième. En juin 2024, elle remporte une étape du Tour féminin international des Pyrénées. Un mois plus tard, elle gagne la La Périgord Ladies.
Après deux ans avec l'équipe Cofidis, elle rejoint le World Tour pour la saison 2025, en signant avec l'équipe Liv-AlUla-Jayco.

## Palmarès sur route

### Palmarès par années
- 2013
  -  Championne d'Océanie sur route juniors
- 2017
  - 2e du Tour of America's Dairyland
  - 2e de la Gateway Cup
- 2018
  - Rochester Twilight Criterium
  - 2e du championnat d'Australie sur route espoirs
- 2022
  -  Championne d'Océanie sur route
  - 2e du championnat d'Australie du critérium
  - 2e de la Melbourne to Warrnambool Classic
- 2023
  - 3e de la reVolta
- 2024
  - 3e étape du Tour féminin international des Pyrénées
  - La Périgord Ladies

### Résultats sur les grands tours

#### Tour d'Italie
1 participation
- 2025 : 79e

#### Tour de France
2 participations
- 2023 : 122e
- 2024 : non-partante (8e étape)

#### Tour d'Espagne
1 participation
- 2025 : 57e

### Classement UCI
| Année                                 | 2017 | 2018 | 2019 | 2020 | 2021 | 2022 | 2023 | 2024 |
| ------------------------------------- | ---- | ---- | ---- | ---- | ---- | ---- | ---- | ---- |
| Classement UCI                        | 331e | 479e | nc   | 580e | nc   | 103e | 395e | 308e |
| UCI World Tour                        | nc   | nc   | nc   | 162e | nc   | nc   | nc   | 194e |
|                                       |      |      |      |      |      |      |      |      |
| Légende : nc = non classéSource : UCI |      |      |      |      |      |      |      |      |

## Palmarès sur piste

### Championnats du monde
- Glasgow 2013 (juniors)
  -  Médaillée de bronze de la poursuite
- Séoul 2014 (juniors)
  -  Champion du monde de poursuite par équipes juniors (avec Alexandra Manly, Macey Stewart et Danielle McKinnirey)
  -  Médaillée de bronze de la course aux points
  -  Médaillée de bronze du scratch

### Championnats d'Océanie
- Adélaïde 2012
  -  Championne d'Océanie d'omnium juniors
  -  Médaillée de bronze de la poursuite par équipes
- Melbourne 2016
  -  Médaillée de bronze de l'américaine
- Cambridge 2017
  -  Médaillée d'argent de la poursuite par équipes
  -  Médaillée de bronze du scratch
- Adélaïde 2018
  -  Médaillée de bronze de la poursuite par équipes
- Invercargill 2019
  -  Médaillée de bronze de la poursuite par équipes

### Championnats d'Australie
- 2016
  - 2e de l'américaine
- 2017
  - 3e de l'américaine
  - 3e de l'omnium
- 2018
  - 2e de l'américaine
  - 2e de l'omnium
  - 3e de la poursuite par équipes